# Wola Rusinowska (gromada)
Wola Rusinowska – dawna gromada, czyli najmniejsza jednostka podziału terytorialnego Polskiej Rzeczypospolitej Ludowej w latach 1954–1972.
Gromady, z gromadzkimi radami narodowymi (GRN) jako organami władzy najniższego stopnia na wsi, funkcjonowały od reformy reorganizującej administrację wiejską przeprowadzonej jesienią 1954 do momentu ich zniesienia z dniem 1 stycznia 1973, tym samym wypierając organizację gminną w latach 1954–1972.
Gromadę Wola Rusinowska z siedzibą GRN w Woli Rusinowskiej utworzono – jako jedną z 8759 gromad na obszarze Polski – w powiecie kolbuszowskim w woj. rzeszowskim na mocy uchwały nr 23/54 WRN w Rzeszowie z dnia 5 października 1954. W skład jednostki wszedł obszar dotychczasowej gromady Wola Rusinowska (bez przysiółka Zalas) wraz z przysiółkiem Rosochy z dotychczasowej gromady Brzostowa Góra ze zniesionej gminy Majdan oraz obszar dotychczasowej gromady Kopcie ze zniesionej gminy Dzikowiec w tymże powiecie. Dla gromady ustalono 18 członków gromadzkiej rady narodowej.
31 grudnia 1961 gromadę zniesiono, włączając jej obszar do gromad Majdan (wieś Wola Rusinowska) i Wilcza Wola (wieś Kopcie) w tymże powiecie.